# Paraphilomecyna hiekei
Paraphilomecyna hiekei är en skalbaggsart som beskrevs av Stefan von Breuning 1966. Paraphilomecyna hiekei ingår i släktet Paraphilomecyna och familjen långhorningar. Inga underarter finns listade i Catalogue of Life.